# Bila Copellini
Gabriele Copellini, detto Bila (Novellara, 10 agosto 1943), è un batterista italiano.
È stato un membro storico del gruppo musicale Nomadi.

## Biografia
Impiegato presso l'industria Motori Slanzi come operaio, nel 1964, conobbe Beppe Carletti, Augusto Daolio e Franco Midili i quali, aspettandolo un giorno fuori dal lavoro, gli proposero di entrare nel loro gruppo musicale, i Nomadi. Bila esordì in un concerto a San Giovanni Lupatoto; con l'arrivo di Gianni Coron, qualche giorno dopo, si completò la formazione storica dei Nomadi.
Nei Nomadi Bila rimase fino al 1969, incidendo i primi 45 giri del gruppo e i primi due album, Per quando noi non ci saremo e I Nomadi, nonché i primi grandi successi, quali Dio è morto, Noi non ci saremo, Canzone per un'amica, Ho difeso il mio amore e parecchi altri. Un altro disco dei Nomadi con Bila uscì nel 2007, quando fu pubblicato Noi che poi saremo, registrazione di un concerto del 1965.
Nel 1969, a seguito di un incidente stradale che lo aveva costretto a sospendere per qualche mese la sua collaborazione con i Nomadi, Bila abbandonò definitivamente il gruppo, per dedicarsi alla sua passione maggiore, la fotografia, divenendo fotografo pubblicitario e aprendo a Milano lo Studio 33; nonostante questo, ha continuato a seguire i Nomadi, collaborando nel 1993 con Beppe Carletti e suo figlio Davide alla stesura del libro Il suono delle idee... 1963 - 1993, biografia ufficiale del gruppo, mentre nel 2013 ha realizzato il libro Bila Nomade. È incominciata così... Augusto Beppe Bila Franco Gianni, in cui ripercorre i suoi cinque anni con il gruppo attraverso vecchie fotografie.
Negli ultimi anni, ha più volte partecipato, come ospite, ad alcuni concerti di varie cover band dei Nomadi, in cui si è anche esibito alla batteria. Sul finire del 2014, con gli ex componenti dei Nomadi Franco Midili, Umberto Maggi ed Amos Amaranti, a cui si aggiunge il cantante emiliano Andrea Canevari, fonda il gruppo Quelli di Io Vagabondo.
Bila è sposato e ha due figli: Mauro e Roberta. Nel 2012 è diventato nonno di Maya, figlia di Roberta e nel 2020 nonno per la seconda volta, con Jody.

## Discografia
- 1967 - Per quando noi non ci saremo
- 1968 - I Nomadi
- 2007 - Noi che poi saremo

| Controllo di autorità | VIAF (EN) 16451127 · ISNI (EN) 0000 0000 3500 3798 |